# Kenyasus
Kenyasus — вимерлий рід парнокопитних, що існував в Африці в міоцені.